# Schwenckfeldina impar
Schwenckfeldina impar är en tvåvingeart som först beskrevs av Franz Lengersdorf 1935.  Schwenckfeldina impar ingår i släktet Schwenckfeldina och familjen sorgmyggor. Inga underarter finns listade i Catalogue of Life.